# Eidgenössische Volksinitiative «Energie- statt Mehrwertsteuer»
Die eidgenössische Volksinitiative «Energie- statt Mehrwertsteuer» war eine schweizerische Volksinitiative der Grünliberalen Partei (glp). Die Initiative forderte, die Mehrwertsteuer durch eine Energiesteuer auf nicht erneuerbare Energieträger zu ersetzen. Bundesrat und Parlament empfahlen die Initiative zur Ablehnung. Die Initiative wurde am 8. März 2015 von 92 Prozent der Stimmenden und allen Kantonen überaus deutlich verworfen.

## Ausgangslage
Die Initiative wurde von der Grünliberalen Partei im Juni 2011 lanciert. Gemäss Initiativtext sollte die Mehrwertsteuer durch eine Energiesteuer auf nicht erneuerbare Energieträger ersetzt werden. Die Steuer war pro Kilowattstunde Primärenergie zu bemessen, wobei für die einzelnen Energieträger entsprechend ihrer ökologischen Gesamtbilanz unterschiedliche Steuersätze festgelegt worden wären. Einige weitere Kann-Bestimmungen im Initiativtext liessen dem Gesetzgeber Ausgestaltungsmöglichkeiten offen. So hätte es Ausnahmen zu einer vollumfänglichen Besteuerung geben können. Zur Vermeidung von Wettbewerbsverzerrungen hätte die Graue Energie additiv besteuert werden können und für den Export war eine Rückerstattung vorgesehen. Bezüglich der Höhe der Energiesteuer war langfristig eine feste Kopplung an das Bruttoinlandprodukt vorgesehen, um die Staatsquote berechenbar und die Steuer staatsquotenneutral zu halten. Bis zu etwa 20 Prozent der Erträge wären zugunsten der Alterssicherung und für Prämienverbilligung der Krankenversicherung unterer Einkommen verwendet worden.

## Argumente und Diskussion
Mit der Initiative sollte neu nicht die Arbeit und der Mehrwert, sondern die Energie besteuert werden. Neben dem Hauptziel einer Energiewende hin zu erneuerbaren Energien hätten mit diesem Anliegen zudem hohe Verwaltungskosten beim Bund (ca. CHF 200 Mio. jährlich) und hohe Administrationskosten (ca. CHF 1.3 Mia jährlich bei über 300'000 KMUs) eingespart werden können. Die Absicht der Initianten war es, die mit dem Atomausstieg nach Fukushima und der Notwendigkeit zu klimapolitischem Handeln begründete Energiesteuer fiskalquotenneutral auszugestalten, die Bürger also nicht zusätzlich zu belasten; Ziel sei ein kostenneutraler Atomausstieg gewesen. Die Grünliberalen beabsichtigten, mit einem wirtschaftsfreundlichen Lenkungssystem 'Konsumentinnen und Konsumenten und Unternehmen zusätzlich noch von der Mehrwertsteuer zu befreien.
Der Bundesrat befürwortete zwar grundsätzlich die klima- und energiepolitische Stossrichtung der Initiative: Zur Finanzierung der öffentlichen Haushalte wären jedoch sehr hohe Energieabgaben notwendig.  Stattdessen wolle man schrittweise mehrheitsfähige Verteuerungen der Energie einführen, da eine rasche Erhöhung der Preise zu starke volkswirtschaftliche Verwerfungen auslösen würde. Der Bundesrat empfahl daher die Ablehnung der Initiativ und kündigte eine Umsetzung eigener Pläne dazu nicht vor 2021 an.
Bei einem angestrebten Aufkommen über 20 Milliarden Franken geht die Initiative von einer Steuer von 81 Rappen je Liter Benzin bei Inkrafttreten der Steuer im Jahr 2020 aus und rechnet mit einem Rückgang des nicht-erneuerbaren Energieverbrauchs um etwa 40 % bis 2040, der durch entsprechende Steuererhöhung auszugleichen wäre. Die Nachfrage nach Energie sei unelastisch, reagiere also nur schwach auf Preisänderungen, zumal bei Autos nur ein kleiner Teil der Kosten auf Treibstoffe entfalle. Der Bundesrat schätzt hingegen etwa 3 Franken pro Liter Benzin einige Jahre nach Einführung. Dies würde das aus seiner Sicht energie- und klimapolitisch begründbare Mass bei weitem übersteigen. Die komplette Abschaffung der Mehrwertsteuer sei falsch. Die Energieabgabe hätte zudem negative Verteilungswirkungen zur Folge, da Haushalte mit niedrigerem Einkommen überproportional belastet würden. Im Ständerat wurde die Position der Initiative von Markus Stadler (GLP/UR) vertreten, doch nach Ablehnung eines Gegenvorschlags einer von Luc Recordon (Grüne/VD) angeführten Kommissionsminderheit mit Lenkungsabgabe und Rückerstattung des Ertrags an die Bevölkerung (29 zu 12 Stimmen), haben auch der Ständerat im Juni (34 : 3) und der Nationalrat (171 : 27) im September des Jahres 2014 beschlossen, dem Volk die Ablehnung der Volksinitiative zu empfehlen. Der Gegenvorschlag mit Energie-Lenkungsabgaben wurde im Nationalrat mit 110 zu 79 Stimmen zurückgewiesen. Der Bundesrat will das heutige Fördersystem für die Energiewende ab 2021 ebenfalls durch ein Klima- und Energie-Lenkungssystem ersetzen, eine Vernehmlassungsvorlage ohne Abschaffung der Mehrwertsteuer werde es 2015 geben.

## Initiativtext
Die Bundesverfassung der Schweizerischen Eidgenossenschaft Bundesverfassung wird wie folgt geändert:
Art. 130a (neu) Energiesteuer
1 Der Bund kann auf der Einfuhr und der inländischen Erzeugung nicht erneuerbarer Energie eine Steuer erheben. Wird die Energie ausgeführt, so wird die Steuer zurückerstattet. Die Steuer wird pro Kilowattstunde Primärenergie bemessen.
2 Das Gesetz kann zur Vermeidung wesentlicher Wettbewerbsverzerrungen die Besteuerung der grauen Energie vorsehen.
3 Der Steuersatz wird so festgelegt, dass der Steuerertrag einem festen Prozentsatz des Bruttoinlandproduktes entspricht.
4 Für die einzelnen Energieträger können aufgrund ihrer ökologischen Gesamtbilanz unterschiedliche Steuersätze festgelegt werden.
5 Das Gesetz kann zur Vermeidung wesentlicher Wettbewerbsverzerrungen und zur Vereinfachung der Steuererhebung Ausnahmen von einer vollumfänglichen Besteuerung festlegen.
6 Ist wegen der Entwicklung des Altersaufbaus die Finanzierung der Alters-, Hinterlassenen- und Invalidenversicherung nicht mehr gewährleistet, so können höchstens 13,1 Prozent des Steuerertrags dafür verwendet werden.
7 5 Prozent des nicht zweckgebundenen Ertrags werden für die Prämienverbilligung in der Krankenversicherung zugunsten unterer Einkommensschichten verwendet, sofern nicht durch Gesetz eine andere Verwendung zur Entlastung unterer Einkommensschichten festgelegt wird.
II

Die Übergangsbestimmungen der Bundesverfassung werden wie folgt geändert:
Art. 196 Ziff. 3 Abs. 2 Bst. ebis (neu)
3. Übergangsbestimmung zu Art. 87 (Eisenbahnen und weitere Verkehrsträger)
Abs. 2 Bst. ebis
2 Der Bundesrat kann zur Finanzierung der Eisenbahngrossprojekte:
ebis. 1,5 Prozent des Ertrags der Energiesteuer nach Artikel 130a verwenden;
Art. 197 Ziff. 9 (neu)
9. Übergangsbestimmung zu Art. 130a (Energiesteuer)
1 Mit Inkrafttreten der Gesetzgebung zu Artikel 130a, spätestens jedoch am 31. Dezember des fünften Jahres nach dessen Annahme:
a. werden die Artikel 130, 196 Ziffer 3 Absatz 2 Buchstabe e und 196 Ziffer 14 aufgehoben;
b. wird Artikel 134 wie folgt geändert:
Art. 134 Ausschluss kantonaler und kommunaler Besteuerung
Was die Bundesgesetzgebung als Gegenstand der besonderen Verbrauchssteuern, der Stempelsteuer und der Verrechnungssteuer bezeichnet oder für steuerfrei erklärt, dürfen die Kantone und Gemeinden nicht mit gleichartigen Steuern belasten.
2 Der feste Prozentsatz des Bruttoinlandproduktes in Artikel 130a Absatz 3 wird so festgelegt, dass der Ertrag der Energiesteuer dem durchschnittlichen Ertrag der Mehrwertsteuer in den letzten fünf Jahren vor ihrer Aufhebung entspricht.

## Beratung in den Eidgenössischen Räten
Der Ständerat behandelte das Geschäft als Erstrat. Er verzichtete mit 29 zu 12 Stimmen darauf, die zuständige Kommission einen Gegenvorschlag erarbeiten zu lassen. Die Initianten hatten zuvor angeboten ihre Volksinitiative zurückzuziehen, falls ein substanzieller Gegenvorschlag vorgelegt würde. Wie schon im Ständerat war auch die Vorlage im Nationalrat chancenlos. Einer der Initianten, Martin Bäumle, argumentierte ohne Erfolg, die Initiative «wäre der Königsweg für die Umsetzung der Energiewende: wirksam, liberal, mit Verzicht auf Subventionen, mit einer massiven Reduktion der Vorschriften, administrativ einfach, wirtschafts- und sozialverträglich.» In den Schlussabstimmungen wurde der Bundesbeschluss mit der ablehnenden Abstimmungsempfehlung im Ständerat mit 40 gegen 3 Stimmen bei zwei Enthaltungen und im Nationalrat mit 171 gegen 27 Stimmen der grünliberalen und grünen Fraktion angenommen.

## Volksabstimmung

### Abstimmungsfrage
«Wollen Sie die Volksinitiative ‹Energie- statt Mehrwertsteuer› annehmen?»

### Haltungen
Von den neun grössten Parteien der Schweiz befürworteten die Grünen und die GLP die Volksinitiative; FDP, SVP, BDP, CVP, EDU, EVP und SP lehnten sie ab.

### Ergebnisse
Die Initiative wurde am 8. März 2015 von 92 Prozent der Stimmenden und allen Kantonen überaus deutlich verworfen.
| Kanton                           | Ja (%) | Nein (%) | Beteiligung (%) |
| -------------------------------- | ------ | -------- | --------------- |
| Aargau                           | 7.7    | 92.3     | 39.9            |
| Appenzell Ausserrhoden           | 8.0    | 92.0     | 48.1            |
| Appenzell Innerrhoden            | 5.2    | 94.8     | 36.8            |
| Basel-Landschaft                 | 8.5    | 91.5     | 36.2            |
| Basel-Stadt                      | 14.0   | 86.0     | 42.8            |
| Bern                             | 8.5    | 91.5     | 38.8            |
| Freiburg                         | 5.6    | 94.4     | 45.1            |
| Genf                             | 9.1    | 90.9     | 47.2            |
| Glarus                           | 6.4    | 93.6     | 33.4            |
| Graubünden                       | 6.9    | 93.1     | 37.1            |
| Jura                             | 5.9    | 94.1     | 38.5            |
| Luzern                           | 8.4    | 91.6     | 45.0            |
| Neuenburg                        | 5.9    | 94.1     | 41.3            |
| Nidwalden                        | 6.0    | 94.0     | 50.9            |
| Obwalden                         | 5.9    | 94.1     | 44.4            |
| Schaffhausen                     | 10.9   | 89.1     | 65.0            |
| Schwyz                           | 6.2    | 93.8     | 43.1            |
| Solothurn                        | 7.5    | 92.5     | 39.2            |
| St. Gallen                       | 7.3    | 92.7     | 42.1            |
| Tessin                           | 6.7    | 93.3     | 40.1            |
| Thurgau                          | 7.9    | 92.1     | 44.1            |
| Uri                              | 6.0    | 94.0     | 35.3            |
| Waadt                            | 5.7    | 94.3     | 45.2            |
| Wallis                           | 3.9    | 96.1     | 47.7            |
| Zug                              | 7.6    | 92.4     | 46.7            |
| Zürich                           | 10.9   | 89.1     | 40.9            |
| Schweizerische Eidgenossenschaft | 8      | 92       | 42.1            |